# Ночные призраки
«Ночные призраки», в других переводах «Ночные бестии», «Мверзи», «Полуночники» (англ. Night-gaunt) — вымышленные существа в творчестве Говарда Филлипса Лавкрафта и последователей «Мифов Ктулху». Впервые появляются в повести Лавкрафта «Сомнамбулический поиск неведомого Кадата» (1926), опубликованной в «Arkham House» в 1944 году. Это летающие существа черного цвета с большими крыльями и пятном вместо лица. Это нежить и нечисть в Стране снов.

## Лавкрафт
Лавкрафт описывает Ночных призраков лишь в одном абзаце в повести «Сомнамбулический поиск неведомого Кадата»:
Картер предпочел бы не глядеть на своих похитителей — отвратных черных тварей с гладкими лоснящимися, точно китовая кожа, боками, мерзкими изогнутыми внутрь рогами, с перепончатыми беззвучно хлопающими крыльями, с уродливыми цепкими лапами и колючими хвостами, которыми они то и дело угрожающе щелкали, точно бичами. И самое ужасное, что они не проронили ни звука, ни смешка и даже не улыбнулись, ибо у них вместо лиц было лишь блеклое пятно. За все время полета они лишь беззвучно махали крыльями, крепко сжимали его и щекотали — ибо таковы повадки ночных призраков.
Ночные призраки имеют смутно человеческий облик, они худые, черные и безликие. Кожа у них гладкая и резиновая. На голове пара рогов, обращенных внутрь, когтистые руки и длинный зазубренный хвост, которым они «щекочут» своих жертв, заставляя их подчиняться. Они могут летать, используя набор перепончатых крыльев. Они не издают ни звука. Живут стаями в лабиринтах горных пещер или нор. Поклоняются Ноденсу, хозяину бездны. Они союзники Гулям и перевозят их на себе.
Рэндальф Картер встречает их на легендарной горе Нгранек, на острове Ориаб. Местным жителям известны жуткие истории про обескровленных жертв Ночных призраков. В горах ночью Картер обнаруживает свою зебру мертвой, а затем Ночные призраки хватают его и уносят в пещеры, что ведут в Подземный мир. Они бросают его на съедение невидимым Долам. Картер встречает Гулей и выясняет, что они состоят в союзе с Ночными призраками. Он сообщает пароли Ночным призракам и они сразу же помогают ему. Далее Ночные призраки прячутся в трюме галеры и нападают на аванпост Лунных жаб. В Инкаунок, на севере, обитают дружественные им Черные рогатые летуны. Ночные признаки узнают у них при помощи жестов безопасный путь мимо невидимых ловушек горы Кадат. Рядом живут птицы Шантак, которые опасаются Ночных призраков. Ночные призраки смогли доставить картера в древний замок на вершине Кадата, — что раньше смогли сделать лишь трое.
Говард Лавкрафт посвящает «Ночным Призракам» стих №XX из цикла сонетов «Грибы с Юггота»:
| Перевод Олега Мичковского | Оригинал |
| --- | --- |
| Какие подземелья их плодят, Рогатых черных тварей, чьи тела Влачат два перепончатых крыла, А хвост — двуострый шип, в котором яд Они меня хватают и летят В миры, где торжествуют силы зла, Где разум обволакивает мгла И когти и щекочут, и язвят. Кривые пики Тока одолев, Мы с лету низвергаемся на дно Геенны — там есть озеро одно, Где часто дремлют шогготы, сомлев. И так из ночи в ночь, и несть конца Визитам этих бестий без лица! | Out of what crypt they crawl, I cannot tell, But every night I see the rubbery things, Black, horned, and slender, with membraneous wings, And tails that bear the bifid barb of hell. They come in legions on the north wind’s swell, With obscene clutch that titillates and stings, Snatching me off on monstrous voyagings To grey worlds hidden deep in nightmare’s well. Over the jagged peaks of Thok they sweep, Heedless of all the cries I try to make, And down the nether pits to that foul lake Where the puffed shoggoths splash in doubtful sleep. But oh! If only they would make some sound, Or wear a face where faces should be found! |

Ночные призраки более не появляются в других произведениях Лавкрафта. Однако в творчестве Лавкрафта часто встречаются другие летающие существа с крыльями: пес с крыльями в рассказе «Пёс», летающие гибриды в рассказе «Праздник», Чернокрылые и сам Ктулху в рассказе «Зов Ктулху», черные тени в рассказе «Очень старый народ», Ми-Го в повести «Шепчущий во тьме», Старцы в повести «Хребты Безумия», Скиталец тьмы в рассказе «Обитающий во Тьме».

### Вдохновение
Ночные призраки снились Лавкрафту в ночных кошмарах с детства. Во снах они похищали его и куда-то несли. Лавкрафт об этом писал в письме своему другу Вирджилу Финли от 24 октября 1936 года («Избранные письма» 5.335):
Когда мне было 6 или 7 лет, меня постоянно мучил своеобразный повторяющийся кошмар, в котором чудовищная раса существ (названная мою «Ночные Призраки» — не знаю, откуда я взял это имя) хватали меня за живот (плохое пищеварение?) и несли через бесконечные лиги черных просторов над башнями мертвых, и ужасных городов. В конце концов они бросали меня в серую пустоту, где виднелись игольчатые вершины огромных гор, на много миль ниже. Потом они стремительно падали вниз — и по мере того, как я набирал скорость в своем падении, подобно Икару, я просыпался в такой панике, что мне не хотелось и думать о том, чтобы снова заснуть. «Ночные призраки» были черными, худыми тварями с резиновой кожей и колючими хвостами, крыльями летучей мыши, и вообще без лиц. Несомненно, я вывел этот образ из беспорядочных воспоминаний о рисунках Доре (в основном это иллюстрации к «Потерянный рай»), которые очаровывали меня в дневные часы. У них не было голоса, а их единственной формой пытки была их привычка щекотать мой живот (снова пищеварение), прежде чем схватить меня и унести прочь. Иногда у меня возникало смутное представление, что они живут в черных норах, пронизывающих вершину какой-то невероятно высокой горы. Кажется, они жили стаями по 25 или 50 особей и иногда перебрасывали меня друг к другу. Каждую ночь мне снился один и тот же кошмар с небольшими вариациями, но я так ни разу и не попадал в эти отвратительные горные пики до того, как просыпался. Если бы я… ну, дело в том, что эти существа внешне уменьшались по мере того, как я становился старше. С каждым годом я все меньше и меньше верил в сверхъестественное, и когда мне исполнилось 8 лет, я начал интересоваться наукой, и отбросил последние остатки религиозных, и других суеверий. Я не помню многих «Ночных призраков» после того, как мне исполнилось 8 лет, или после того, как мне исполнилось 10, или 11 лет. Но Юггот произвел на меня такое впечатление! Что 34 года спустя я выбрал их в качестве темы для одного из своих стихов про грибы….
Некоторые критики указывают на то, что внешний вид Ночных Призраков явно вдохновлен богами снов и кошмаров из поздней классической греко-римской мифологии, в которой Морфеус, Гипнос и их семья описываются похожим образом.
Также Ночные призраки могут быть похожими на Загребал из творчества Данте.

## Последователи «Мифов Ктулху»
Многочисленные последователи «Мифов Ктулху» заимствовали образ Ночных призраков Лавкрафта и добавляли свое описание, которое часто противоречит оригиналу. 

### Даниэль Хармс
Даниэль Хармс, исследователь творчества Лавкрафта, пишет о Ночных призраках в «Энциклопедии Мифов Ктулху»:
Ночные призраки встречающиеся как в Стране Снов, так и в реальном мире. Анатомически они очень похожи на людей, за исключением их китовой кожи, огромных крыльев летучей мыши, рогов и пустоты там, где должно быть лицо. Как эти существа способны ощущать своё окружение без соответствующих органов, непонятно. Большинство из ночных призраков имеют чёрную окраску, хотя сообщалось об одном редком экземпляре - белом. Иногда они носят трезубцы, но в остальном у них нет ни инструментов, ни оружия.
Ночные призраки обычно встречаются в пустынных местах, как можно дальше от людей. Если путешественник вторгается на их территорию, Ночные призраки устраивают засаду и уносят жертву в небо, щекоча её своими большими колючими хвостами, если она сопротивляется. Тех, кто продолжает сопротивляться, сбрасывают с большой высоты; тех, кто этого не делает, забирают в странные и опасные места, а затем бросают там (в Стране Снов ими особенно любима Долина Пнат). Некоторые говорят, что даже если Ночные призраки будут побеждены, они вернутся к жертве позже, пока их жуткая миссия не будет выполнена.

Ночные призраки следуют за Ноденсом, Повелителем Великой Бездны, но в какой-то степени они связаны с гулями, Йибб-Цитллом, Йегг-ха (Yibb-Tstll, Yegg-ha) и Повелителями Луз (Lords of Luz) из царства под горами, отделяющего Инкаунок от Ленга. Было высказано предположение, что они являются уроженцами Великой Бездны в Стране Снов, и что те их жертвы, кто служит другим божествам, кроме Ноденса, были захвачены еще в младенчестве и воспитаны этими существами. Ночные призраки время от времени заключали союзы с гулями и другими созданиями и, по крайней мере, в одном случае охотно служили хозяину-человеку (Картеру).

### Август Дерлет
Август Дерлет пишет о Ночных призраках в рассказах о Лабане Шрусбери, который упоминается в сборнике «След Ктулху» (1962).

### Брайан Ламли
Брайан Ламли иначе описывает Ночных призраков в рассказе «Часы снов» (англ. The Clock of Dreams) (1978). Ламли пишет, что Ночные призраки «сосут черную грудь» божества Йиб-Цитла, предполагая, что у них есть каким то образом скрытый рот либо же в метафорическом смысле. Его описание во многом противоречит образу Лавкрафта. Ночные призраки обретают другое, более реалистичное описание. Ростом они от 140 до 180 см и массой от 30 до 50 килограммов. Питаются они самой структурой сна и поглощают кошмары, негативные эмоции, страхи, болезни. Они разумны и легко идут на контакт, хотя, некоторые изображаются как неразумные. Их отличительная черта – астеническое телосложение и отсутствие пищеварительной системы или половых признаков. На спине у них располагается пара огромных крыльев от 3 до 5 метров. У них вытянутые ноги и руки с длинными пальцами. Хвост-бич используется для сохранения равновесия при полете. Ночные призраки обладают слухом в широком диапазоне и воспринимают всем телом акустические вибрации. Люди находят башни странной конструкции в отдаленных местах, что считаются предметом культуры Ночных призраков. В полнолуние тени от башен образуют удивительные и объемные узоры, своеобразные светолунные композиции. Они ночные существа, поскольку солнце вызывает перегрев их тела. Днем они спят, обвивая тело крыльями. Их способ восприятия мира сугубо чувственный, эмпирический. Общаются телепатически, передавая друг другу воспринимаемые образы. В связи с этим в их языке очень мало абстрактных понятий, а их мышление конкретно. Они не могут передать то, чего не видели и не ощущали. Они ощупывают собеседника и общаются при помощи тактильного контакта. Ночные призраки способны видеть сны других существ, поэтому обладают довольно обширной, но неточной или искаженной информацией об окружающем мире. Известны случаи их появления в реальном мире. Журналист Леонард Бюллер расследовал смерти от ночных кошмаров в 1951 году в Швейцарии. Сектанты способны призвать этих существ в реальный мир. Неопытные люди встретив их не подготовившись должным образом могут умереть долгой и мучительной смертью или впасть в безумие. 

### Нил Гейман
Нил Гейман в романе «История с кладбищем» (2008) описывает Ночных призраков в 3 главе («Гончие Бога»), а также есть краткое упоминание в 7 главе.